# Parc aquatique Maya Beach de Wuhan
Le parc aquatique Maya Beach de Wuhan (chinois simplifié : 武汉玛雅海滩水公园 ; chinois traditionnel : 武漢瑪雅海灘水公園 ; pinyin : Wǔhàn mǎyǎ hǎitān shuǐ gōngyuán), aussi appelé Playa Maya, est un parc d'attractions aquatique situé à Wuhan, dans le Hubei, en Chine. Il est détenu par OCT Parks China. Il est adjacent au parc d'attractions Happy Valley. 
Le parc aquatique occupe une superficie de 160 000 m2 et a été ouvert le 12 juillet 2012. Le parc est ouvert de mi-juin à mi-septembre, et reçoit environ 12 000 visiteurs par jour . C'est un des plus grands parcs aquatiques en plein air de Chine. 

## Attractions
Le parc propose 18 attractions, dont la plus grande plage à double vague du monde.

## Traitement de l'eau
Un système de traitement des eaux désinfecte et purifie 15 000 m3 d'eau toutes les 2 à 3 heures.
Le pH de l'eau est contrôlé (entre 7,2 et 7,8 contre 7,4 pour le corps humain).

## HOHA Water Electrical Musical Festival
Le parc aquatique Maya Beach de Wuhan fit, en août 2020, la une des journaux internationaux. Un festival de musique électronique (HOHA Water Electrical Musical Festival) s'y était produit en pleine crise mondiale du Covid-19. Vingt mille personnes y avaient participé  sans masques ni mesures de distanciation sociale, et ce dans la ville-même où l'épidémie s'était déclarée fin 2019. Le festival a pu se tenir, car aucun nouveaux cas local de Covid-19 n'avait été enregistré dans la province du Hubei depuis mi-mai 2020 ,. Lors d'une conférence de presse, le 20 août 2020, le porte-parole du ministère des Affaires étrangères de la république populaire de Chine Zhao Lijian a déclaré que l'ouverture du parc était une victoire stratégique pour le gouvernement chinois face au COVID-19.

## Horaires et tickets
Le parc est ouvert de juin à septembre. 
Les tickets peuvent être achetés avec ou séparément de ceux d'Happy Valley. 
Les tickets matinée sont valables de 10 h 00 à 22 h 00, et les tickets soirée vont de 17 h 00 à 22 h 00.

## Adresse
no  196, HuanYue Dadao, East Lake Tourism Scenic Area, Wuhan, Hubei (湖北武汉东湖旅游风景区欢乐大道196号 Húběi wǔhàn dōnghú lǚyóu fēngjǐng qū huān yuè dàdào 196 hào)